# Южно-Курильский пролив
Ю́жно-Кури́льский проли́в — пролив в Тихом океане, между островами Кунашир и Шикотан (Курильские острова, Сахалинская область, Россия).
Пролив отделяет Большую Курильскую гряду от Малой Курильской гряды. Наименьшая ширина пролива между островами Танфильева и Кунашир — 34,3 км. Соединяется с Кунаширским проливом через пролив Измены. На берегу Южно-Курильского пролива, на острове Кунашир, расположен Южно-Курильск. В пролив впадают реки Тятина, Саратовская.